# Verhunî, Horol
Verhunî (în ucraineană Вергуни) este un sat în comuna Klepaci din raionul Horol, regiunea Poltava, Ucraina.

## Demografie
Componența lingvistică a localității Verhunî
     Ucraineană (95,85%)
     Rusă (3,98%)
Conform recensământului din 2001, majoritatea populației localității Verhunî era vorbitoare de ucraineană (95,85%), existând în minoritate și vorbitori de rusă (3,98%).